# Conchologi
Conchologi (fra oldgræsk: κόγχος – conchos "hjertemusling") er studiet af bløddyrs skaller.
Conchologi er en gren af malakologi, der er studiet af bløddyr. Malakologi betragter bløddyr som hele organismer og ikke blot deres skaller. Conchologi kom tidsmæssigt før malakologi som fagområde. 
Conchologi omfatter studiet af skaller fra bløddyr, der lever såvel på land som i ferskvand og havvand, fx konkylier. Nogle snegle besidder udover skaller også et operculum, et låg.
| Biologi | Spire Denne artikel om biologi er en spire som bør udbygges. Du er velkommen til at hjælpe Wikipedia ved at udvide den. |